# Ford FT-B
Ford FT-B (також Ford Tf-c і Model 1920) — польський легкий бронеавтомобіль періоду радянсько-польської війни 1920—1921 років конструкції інженера Тадеуша Танського.
Перший зразок бронетехніки, розроблений і побудований в Польщі. Створено на базі американського легкового автомобіля Ford Model T. Відрізнявся вкрай малими розмірами. У другій половині 1920 було випущено 16 або 17 примірників бронеавтомобіля, що застосовувалися частинами Війська Польського при обороні Варшави і в наступних операціях війни. Окремі екземпляри складалися на озброєнні польської армії аж до 1931 року.
У передній частині корпусу розміщувалося моторне відділення з «рідним» чотирициліндровим двигуном «Ford T» робочим об'ємом 2,9 л (2893 см³), який розвивав максимальну потужність 22,5 к.с. (16,55 кВт). Цього було достатньо, щоб забезпечити максимальну швидкість руху по дорогах з твердим покриттям 50 км/год. Радіатор захищався бронедверима з регульованим положенням стулок. Планетарна коробка передач також була оригінальною і забезпечувала дві швидкості вперед і одну назад. Колісна формула — з приводом на задню вісь.
За моторним відділенням в установленому на днище кріслі розташовувався водій. Для спостереження за дорогою він мав у своєму розпорядженні великий відкидний люк прямокутної форми. Решту місця займало бойове відділення, на даху якого знаходилася обертова башта з 7,92-мм кулеметом «Максим».